# Albumares
Albumares brunsae – gatunek wymarłego morskiego zwierzęcia z typu Trilobozoa, żyjącego w ediakarze na terenie Półwyspu Oneskiego w Rosji.